# Heike Horstmann
Heike Horstmann (geb. Schmidt; * 1. September 1971 in Plettenberg) ist eine ehemalige deutsche Handballspielerin, die 168-mal für die deutsche Nationalmannschaft auflief. Nach ihrer aktiven Karriere übernahm sie im Juli 2005 das Co-Traineramt der deutschen Frauen-Nationalmannschaft. Nach der Geburt ihres Sohnes im Jahr 2008 beendete sie diese Tätigkeit. Zehn Jahre später übernahm die A-Lizenzinhaberin erneut diesen Posten. Nach der Weltmeisterschaft 2019 trat sie zurück.

## Erfolge als Spielerin
- 6. Platz Juniorinnen-WM 1991
- Deutsche Meisterin, DHB-Pokalsiegerin, Europapokalsieger der Pokalsieger 1994
- Deutsche Meisterin und DHB-Pokalsiegerin 1995
- 3. Platz WM 1997
- 6. Platz EM 1998
- 9. Platz EM 2000
- 11. Platz EM 2002
- 12. Platz WM 2003
- 5. Platz EM 2004

## Erfolge als Co-Trainerin
- 4. Platz EM 2006
- 3. Platz WM 2007